# Municipalité d'Ocampo
Ocampo est une des 39 municipalités de l'état de Durango au nord-ouest du Mexique. Son chef-lieu est Villa Ocampo. Sa superficie est de 3 207,7 km².
En 2010, la municipalité a une population de 9 626 habitants, contre 9 222 en 2005.

## Géographie

### Hydrographie
La principale rivière de la municipalité d'Ocampo est le Rio Florido dont la source se trouve dans les hauteurs de la Sierra Madre occidentale au nord-ouest de la municipalité. Son cours est essentiellement de direction ouest-est, descendant des montagnes, formant une vallée où est concentrée la plus grande partie de population avec les localités de Villa Ocampo et Las Nieves. La rivière poursuit son cours dans l'État de Chihuahua, où elle rejoint le Rio Conchos, qui est lui-même un affluent du Rio Grande appartenant au bassin du golfe du Mexique.
La grande majorité des courants de la municipalité sont affluents du Rio Florido, sauf le secteur la plus occidentale qui est ceux qui sont situés dans les parties orientales et occidentales, ceux-ci se jettent dans d'autres bassins.
Dans les environs de Villa Ocampo, le Rio Florido est retenu par le barrage San Gabriel qui fournit de l'eau aux activités agricoles de la région. 
Le bassin du Florido occupe la majeure partie de la municipalité d'Ocampo, sauf le secteur occidentale qui appartient au bassin du Rio Conchos-barrage de la Colina. Ces deux bassins appartiennent à la région hydrographique Bravo-Conchos.
Deux autres régions hydrologiques font partie en moindre mesure à la municipalité : la région hydrologique de Mapimí et la région hydrologique de Nazas-Aguanaval.

## Démographie

### Localités

Principales localités

La municipalité d'Ocampo compte 120 localités dont les principales sont (avec la population de 2010 entre parenthèses) :
| Localité                        | Population |
| Total                           | 9 626      |
| Villa Las Nieves                | 3 079      |
| Villa Ocampo                    | 1 076      |
| Torreón de Cañas                | 885        |
| Canutillo                       | 614        |
| Villa Orestes Pereyra (Rosario) | 550        |
| El Encino de la Paz             | 424        |